# Gastone Marotti
Gastone Marotti (Vicenza, 18 ottobre 1935) è un anatomista italiano, già Direttore del Dipartimento di Anatomia e Istologia dell'Università degli studi di Modena e Reggio Emilia.

## Biografia
Gastone Marotti si laurea in Medicina e Chirurgia presso l'Università di Padova nel luglio del 1959, e nello stesso anno inizia la sua carriera accademica ricoprendo il ruolo di assistente presso l'Istituto di Anatomia umana normale dell'Università di Bari. Nel 1972 si trasferì all'Università di Sassari investito dell'incarico di Direttore dell'Istituto di Anatomia umana normale, ruolo che mantenne fino al 1977.
Proprio a Sassari, nel 1975, ottiene l'incarico di Professore Straordinario di Anatomia Umana. Nel 1978 avviene il suo ultimo spostamento professionale all'allora Università di Modena.
Fin dall'anno successivo al suo approdo a Modena, il Prof. Marotti viene investito della carica di Direttore prima dell'Istituto di Anatomia Umana Normale (fino al 1993), poi del Dipartimento di Scienze Morfologiche e Medico Legali (fino al 1999) ed infine del Dipartimento di Anatomia e Istologia (dal 2002 al suo pensionamento, nel 2010). Nella stessa Università, dal 1979 al 1984, è stato Pro Rettore dell'Università di Modena.
Nel 2010 il suo pensionamento, il giorno successivo al compimento del 75º anno d'età.